# ستيوارت بالمر (كاتب)
ستيوارت بالمر (بالإنجليزية: Stuart Palmer)‏ (و. 1905 – 1968 م) هو كاتب، وروائي، وكاتب سيناريو أمريكي، ولد في بارابو، توفي في لوس أنجلوس، عن عمر يناهز 63 عاماً.

## التعليم
تعلم في University of Wisconsin System ‏
.

## وصلات خارجية
- ستيوارت بالمر على موقع IMDb (الإنجليزية)
- ستيوارت بالمر على موقع قاعدة بيانات الفيلم (الإنجليزية)

- ستيوارت بالمر في قاعدة بيانات الأفلام على الإنترنت